# 莫赫納捷
48°55′49″N 23°8′18″E / 48.93028°N 23.13833°E

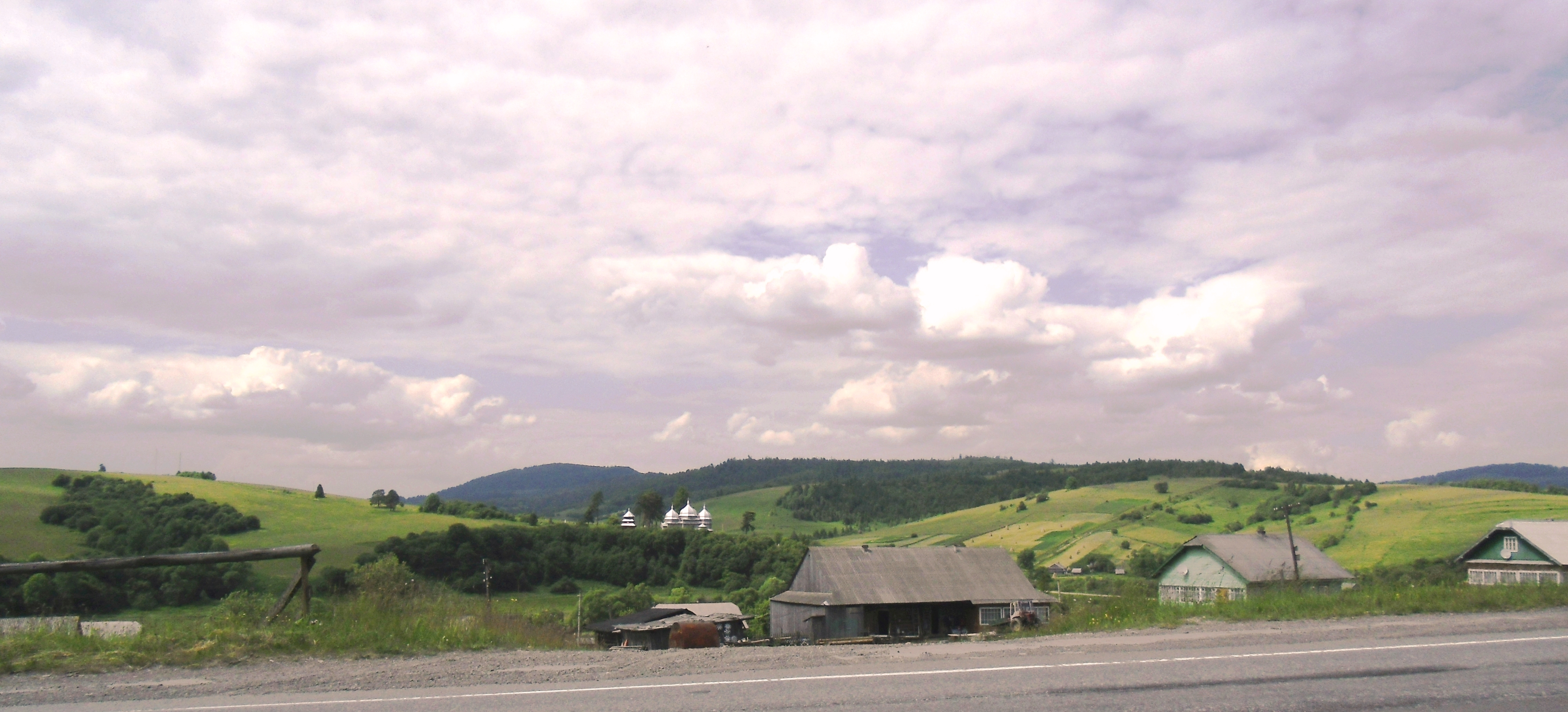

莫赫納捷（烏克蘭語：Мохнате），是烏克蘭西部的村莊，隸屬利維夫州的桑比爾區。該村距離圖爾卡44公里，始建於1679年，面積2.3平方公里，海拔高度696米，2001年人口306。